# 史随
史隨（1665年—1740年），字士季，號鷗湖，江南江寧府溧陽縣人，清朝政治人物。

## 生平
生於康熙四年（1665年）九月二十六日。四十七年（1708年）戊子科江南鄉試舉人，四十八年（1709年）己丑科三甲第二名進士。任江西瑞州府知府，以子史貽儉任內閣中書，恭遇覃恩，誥封中憲大夫，乾隆五年（1740年）十月初十日卒，享年七十六歲。

## 家族
祖父史順震，字爾長，一字南湘，號惕齋，明崇禎十年（1637年）蔭襲錦衣衛百戶，萬曆四十一年（1613年）癸丑二月十七日生，清康熙十七年（1678年）戊午四月二十一日卒，享年六十六歲。以曾孫史貽直貴贈光祿大夫經筵講官太子太保文淵閣大學士兼吏部尚書。祖母無錫錢氏（封恭人）。
父史鶴齡有四子：史夔（進士）、史普（進士）、史隨（進士）、史燾。史夔子史貽直、史貽謨均為進士。史貽直子史奕簪亦為進士。一門七進士。
夫人武進陳氏（封恭人）；側室馬氏。有八子：史貽儉、史貽哲、史貽榖、史貽芳，陳恭人出；史彙來、史于典、史殿英、史貽標，馬氏出。